# Mapa mého světa
Mapa mého světa je americké filmová drama, které v roce 1999 natočil režisér Scott Elliott. V hlavní roli se objevila herečka Sigourney Weaver, která byla nominována na Zlatý glóbus za nejlepší ženský herecký výkon v dramatu.

## Děj
Alice Goodwin (Sigurney Weaver) je školní zdravotní sestra, která žije se svým manželem Howardem (David Strathairn) a dvěma dcerami na malé farmě ve Wisconsinu. Po smrti Lizzy, dcery Aliciny nejlepší kamarádky Theresy (Julianne Moore), kterou vzala Alice k vodě, byla dětmi ze školy obviněna ze sexuálního zneužívání.

## Obsazení
| Sigourney Weaver | Alice Goodwin      |
| Julianne Moore   | Theresa Collins    |
| David Strathairn | Howard Goodwin     |
| Kayla Perlmutter | Claire Goodwin     |
| Dara Perlmutter  | Emma Goodwin       |
| Deborah Lobban   | Wilma Beckerová    |
| Marc Donato      | Robbie Mackessy    |
| Chloë Sevigny    | Carole Mackessyová |